# Il Giallo Mondadori dal 1801 al 1900
|  | I 100 precedenti: Il Giallo Mondadori dal 1701 al 1800 |

## Dal n.1801 al n.1900
| N.   | Titolo italiano                           | Autore                  | Titolo originale                | Pubblicazione     |
| ---- | ----------------------------------------- | ----------------------- | ------------------------------- | ----------------- |
| 1801 | Come va il delitto?                       | Ellery Queen            | How Goes The Murder?            | 7 agosto 1983     |
| 1802 | Ricatto alla città                        | Peter Alding            | Ransom Town                     | 14 agosto 1983    |
| 1803 | Mille modi di morire                      | Lawrence Block          | Eight Million Ways To Die       | 21 agosto 1983    |
| 1804 | Fucile a due voci                         | Gerald Hammond          | Dead Game                       | 28 agosto 1983    |
| 1805 | Buio sulla metropoli                      | Lillian O' Donnel       | Aftershock                      | 4 settembre 1983  |
| 1806 | Un lungo sonno inquieto                   | James Hadley Chase      | Have A Nice Night               | 11 settembre 1983 |
| 1807 | Henry Merrivale e il fantasma di un amore | Carter Dickson          | A Graveyard To Let              | 18 settembre 1983 |
| 1808 | Maitland accusa                           | Sara Woods              | Cry Guilty                      | 25 settembre 1983 |
| 1809 | Le piste false                            | William L. Deandrea     | The Hog Murders                 | 2 ottobre 1983    |
| 1810 | Sangue freddo                             | Leo Bruce               | Cold Blood                      | 9 ottobre 1983    |
| 1811 | Un moralista all'inferno                  | Jonathan Valin          | The Lime Pit                    | 16 ottobre 1983   |
| 1812 | Tè e veleno                               | Q. Patrick              | Cottage Sinister                | 23 ottobre 1983   |
| 1813 | La legge di Gideon                        | J.J. Marric             | Gideon's Law                    | 30 ottobre 1983   |
| 1814 | Il caso è aperto                          | Ruth Rendell            | A New Lease of Death            | 6 novembre 1983   |
| 1815 | Una moglie per Virgil Tibbs               | John Ball               | Then Came Violence              | 13 novembre 1983  |
| 1816 | I misteri di Paragon Walk                 | Anne Perry              | Paragon Walk                    | 20 novembre 1983  |
| 1817 | Ellery Queen e il mistero dell'attico     | Ellery Queen            | The Penthouse Mystery           | 27 novembre 1983  |
| 1818 | Il bacio del corvo                        | Jonathan Cox            | Kiss of the Raven               | 4 dicembre 1983   |
| 1819 | Povero William Drever                     | John Wainwright         | The Distaff Factor              | 11 dicembre 1983  |
| 1820 | Una dose di morte                         | James Hadley Chase      | Hand Me a Fig-Leaf              | 18 dicembre 1983  |
| 1821 | Perché uccidere Patience?                 | Carter Dickson          | He Wouldn't Kill Patience?      | 25 dicembre 1983  |
| 1822 | Il forestiero                             | Richard North Patterson | The Outside Man                 | 1º gennaio 1984   |
| 1823 | Maledetto divorzio                        | John Sherwood           | A Shot in the Arm               | 8 gennaio 1984    |
| 1824 | Fragile da morire                         | Erica Quest             | The October Cabaret             | 15 gennaio 1984   |
| 1825 | Hotel inganno                             | Hugh Pentecost          | With Intent to Kill             | 22 gennaio 1984   |
| 1826 | Paura al chiaro di luna                   | Harry Carmichael        | Justice Enough                  | 29 gennaio 1984   |
| 1827 | Nel bene e nel male                       | Ed McBain               | Rumpelstiltskin                 | 5 febbraio 1984   |
| 1828 | Notte di delitto                          | Hamish Boyd             | One Night of Murder             | 12 febbraio 1984  |
| 1829 | In crociera col delitto                   | Q. Patrick              | S.S. Murder                     | 19 febbraio 1984  |
| 1830 | Sulle tracce del passato                  | Rex Burns               | Angle of Attack                 | 26 febbraio 1984  |
| 1831 | Il poliziotto è solo                      | Timothy Williams        | Converging Parallels            | 4 marzo 1984      |
| 1832 | La notte in cui squillò il telefono       | Steve Knickmeyer        | Cranmer                         | 11 marzo 1984     |
| 1833 | La casa nella tempesta                    | Mignon G. Eberhart      | House of Storm                  | 18 marzo 1984     |
| 1834 | Una nota nelle tenebre                    | Raymond Drennen         | Murder Beat                     | 25 marzo 1984     |
| 1835 | Il poco caro estinto                      | Harry Carmichael        | The Late Unlamented             | 1º aprile 1984    |
| 1836 | Nel quadro delle indagini                 | Gene Thompson           | Murder Mystery                  | 8 aprile 1984     |
| 1837 | Il segreto della casa                     | Ruth Rendell            | The Secret House of Death       | 15 aprile 1984    |
| 1838 | Assassinio alla corte suprema             | Margaret Truman         | Murder in the Supreme Court     | 22 aprile 1984    |
| 1839 | Un'ombra di dubbio                        | June Thomson            | Shadow of a Doubt               | 29 aprile 1984    |
| 1840 | Gli omicidi di Jacobs Park                | William Camp            | The Jacobs Park Killings        | 6 maggio 1984     |
| 1841 | Omicidio in diretta                       | William L. Deandrea     | Killed in the Act               | 13 maggio 1984    |
| 1842 | Un dolaro di morte                        | Richard Barth           | One Dollar Death                | 20 maggio 1984    |
| 1843 | Il mistero dello scheletro                | Carter Dickson          | The Skeleton in the Clock       | 27 maggio 1984    |
| 1844 | In due si scava meglio                    | Margot Arnold           | Exit Actors, Dying              | 3 giugno 1984     |
| 1845 | Ombre cinesi                              | Bill Pronzini           | Dragonfire                      | 10 giugno 1984    |
| 1846 | Follie di Hollywood                       | Stuart M. Kaminsky      | He Done Her Wrong               | 17 giugno 1984    |
| 1847 | La bambola sull'acqua                     | Francis Durbridge       | The Doll                        | 24 giugno 1984    |
| 1848 | Ruba da pazzi                             | Jay Cronley             | Quick Change                    | 1º luglio 1984    |
| 1849 | Assassinio al Garibaldi                   | Maria Alberta Scuderi   |                                 | 8 luglio 1984     |
| 1850 | Delitto senza cadavere                    | Leo Bruce               | Case Without a Corpse           | 15 luglio 1984    |
| 1851 | Dortmunder scherza col fuoco              | Donald E. Westlake      | Why Me?                         | 22 luglio 1984    |
| 1852 | Chiedetelo a Geoffrey                     | Ursula Curtiss          | The Poisoned Orchard            | 29 luglio 1984    |
| 1853 | Morire dal ridere                         | Peter Lovesey           | Keystone                        | 5 agosto 1984     |
| 1854 | Conto alla rovescia per Julian Quist      | Hugh Pentecost          | Sow Death, Reap Death           | 12 agosto 1984    |
| 1855 | L'ispettore vede giallo                   | Ruth Rendell            | The Speaker of Mandarin         | 19 agosto 1984    |
| 1856 | Fine della trasmissione                   | Simon Brett             | The Dead Side of the Mike       | 26 agosto 1984    |
| 1857 | L'enigma delle tre ragazze                | Doris Shannon           | Little Girls Lost               | 2 settembre 1984  |
| 1858 | Riposa felice                             | Charlotte MacLeod       | Rest You Merry                  | 9 settembre 1984  |
| 1859 | Che succede a Port City?                  | Max Allan Collins       | The Baby Blue Rip-Off           | 16 settembre 1984 |
| 1860 | Bianca in nero                            | Elizabeth Sax Rohmer    | Bianca in Black                 | 23 settembre 1984 |
| 1861 | Per qualche penny in più                  | Lionel Black            | The Penny Murders               | 30 settembre 1984 |
| 1862 | Morire a Beverly Hills                    | Gerald Petievich        | To Die in Beverly Hills         | 7 ottobre 1984    |
| 1863 | Una bara d'acqua                          | Amanda MacKay           | Death On the Eno                | 14 ottobre 1984   |
| 1864 | Delitto in Madison Avenue                 | Frank Orenstein         | Murder on Madison Avenue        | 21 ottobre 1984   |
| 1865 | Ghiaccio all'87º distretto                | Ed McBain               | Ice                             | 28 ottobre 1984   |
| 1866 | La First Lady indaga                      | Elliott Roosevelt       | Murder and the First Lady       | 4 novembre 1984   |
| 1867 | La salma che viene da lontano             | Margot Arnold           | The Cape Cod Caper              | 11 novembre 1984  |
| 1868 | Il seme del delitto                       | Harry Carmichael        | Life Cycle                      | 18 novembre 1984  |
| 1869 | Scambio di persona                        | George Bagby            | A Question of Quarry            | 25 novembre 1984  |
| 1870 | Il grande Gold                            | Herbert Resnicow        | The Gold Solution               | 2 dicembre 1984   |
| 1871 | Vicolo cieco                              | John Wainwright         | Cul-de-sac                      | 9 dicembre 1984   |
| 1872 | Wycliffe e la grande famiglia             | W.J. Burley             | Wycliffe and the Beales         | 16 dicembre 1984  |
| 1873 | L'oscura rete dell'odio                   | William L. Deandrea     | Killed With a Passion           | 23 dicembre 1984  |
| 1874 | Salto di qualità                          | Mary McMullen           | Better Off Dead                 | 30 dicembre 1984  |
| 1875 | Tutto per vivere, qualcosa per morire     | Dorothy Simpson         | Puppet for a Corpse             | 6 gennaio 1985    |
| 1876 | Lo stile di Gideon                        | W. Vivian Butler        | Gideon's Way                    | 13 gennaio 1985   |
| 1877 | Indagine per due                          | Jill McGown             | A Perfect Match                 | 20 gennaio 1985   |
| 1878 | Il segreto del deserto                    | Margot Arnold           | Zadok's Treasure                | 27 gennaio 1985   |
| 1879 | Pietà per chi uccide                      | Harry Carmichael        | Stranglehold                    | 3 febbraio 1985   |
| 1880 | Morte di un corvo                         | Ursula Curtiss          | Death of a Crow                 | 10 febbraio 1985  |
| 1881 | E così fino al delitto                    | Carter Dickson          | And So to Murder                | 17 febbraio 1985  |
| 1882 | Funerale per due                          | James Hadley Chase      | We'll Share a Double Funeral    | 24 febbraio 1985  |
| 1883 | Il treno d'oro                            | Don Smith               | The Gold Train                  | 3 marzo 1985      |
| 1884 | Fra passato e presente                    | Hugh Pentecost          | Past, Present and Murder        | 10 marzo 1985     |
| 1885 | Il mistero della lampada accesa           | Erle Stanley Gardner    | The Case of the Smoking Chimney | 17 marzo 1985     |
| 1886 | Chi è William Smith?                      | Patricia Wentworth      | The Case of William Smith       | 24 marzo 1985     |
| 1887 | Riflettori sul delitto                    | George Kennedy          | Murder On Location              | 31 marzo 1985     |
| 1888 | L'ultimo appuntamento                     | Lillian O'Donnell       | Wicked Designs                  | 7 aprile 1985     |
| 1889 | La giustizia è cieca                      | Mignon G. Eberhart      | Alpine Condo Crossfire          | 14 aprile 1985    |
| 1890 | Quel clown di un detective                | Stuart M. Kaminsky      | Catch a Falling Clown           | 21 aprile 1985    |
| 1891 | Troppi nomi per un morto                  | Rae Foley               | The Slippery Step               | 28 aprile 1985    |
| 1892 | Fletch e la vedova Bradley                | Gregory McDonald        | Fletch and the Widow Bradley    | 5 maggio 1985     |
| 1893 | Un tranquillo villaggio di paura          | Leo Bruce               | Furious Old Women               | 12 maggio 1985    |
| 1894 | La pensione della signora Kelling         | Charlotte MacLeod       | The Withdrawing Room            | 19 maggio 1985    |
| 1895 | La bella e la bestia                      | Ed McBain               | Beauty and the Beast            | 26 maggio 1985    |
| 1896 | Morte di una bambola                      | Margot Arnold           | Death of a Voodoo Doll          | 2 giugno 1985     |
| 1897 | Primo piano sul delitto                   | Simon Brett             | Situation Tragedy               | 9 giugno 1985     |
| 1898 | La paura corre sul filo                   | Stuart M. Kaminsky      | When the Dark Man Calls         | 16 giugno 1985    |
| 1899 | Il caso non è chiuso                      | Alison Cairns           | Strained Relations              | 23 giugno 1985    |
| 1900 | Lo stesso bosco, la stessa arma           | John Penn               | A Will to Kill                  | 30 giugno 1985    |

|  | I 100 successivi: Il Giallo Mondadori dal 1901 al 2000 |